# Audi Quattro
Audi Quattro je sportovní kupé s pohonem všech čtyř kol německé automobilky Audi, vyráběné od roku 1980. Poprvé bylo představeno na ženevském autosalonu 3. března 1980.
Šlo o jedno z prvních vozidel s pohonem 4x4 (prvním byl Spyker 60 HP z roku 1903) a motorem s turbodmychadlem. Celkem bylo v letech 1980 až 1991 vyrobeno 11 452 vozů. Vozy se proslavily zejména díky řadě úspěchů v rallye. V současnosti se označení quattro používá pro pohon 4x4 u všech modelových řad této firmy. Technicky vůz vycházel z Audi 80, ale podvozek byl z vozu Audi 200.

## Produkce

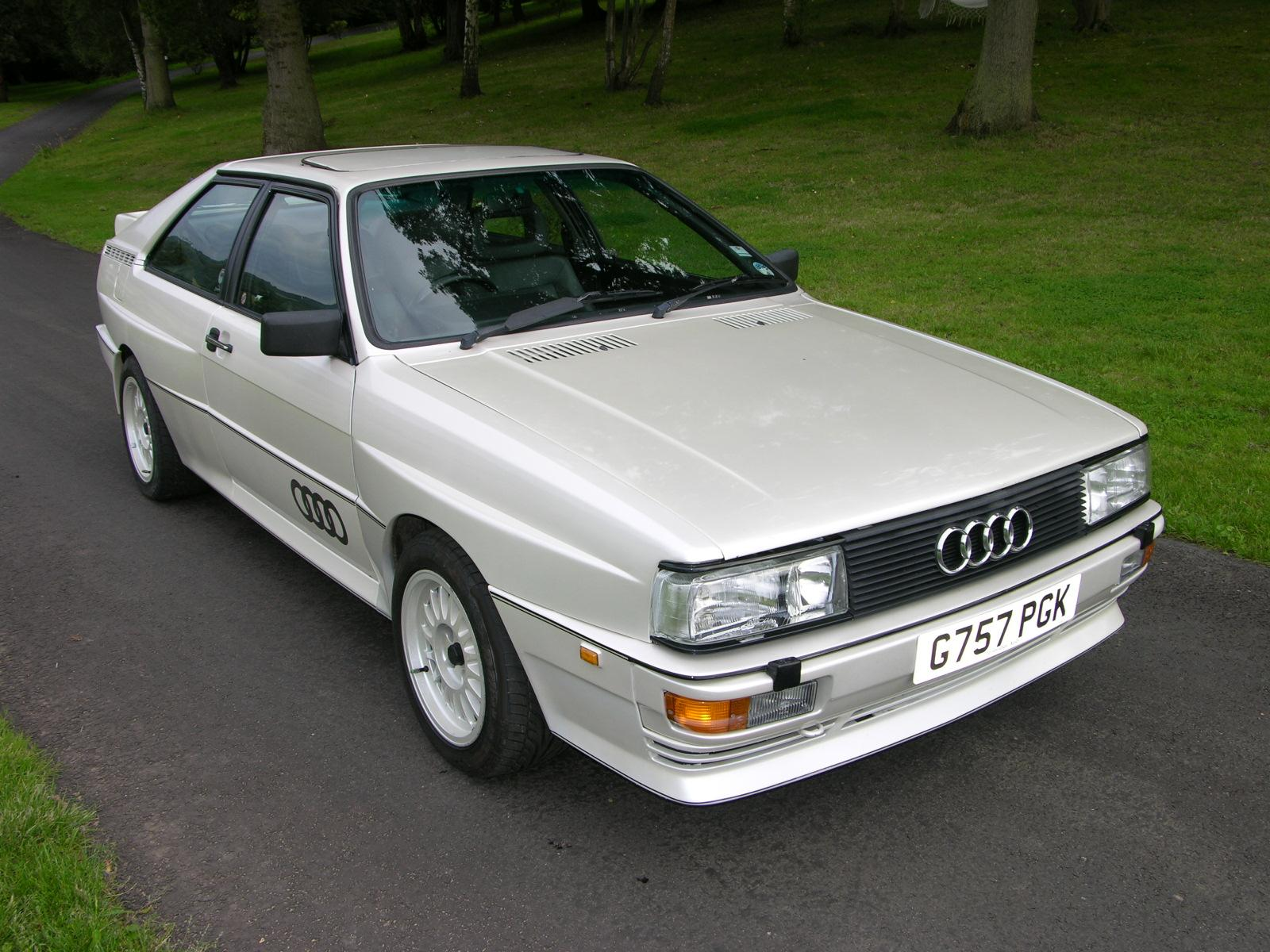
Audi quattro (1985–1991)

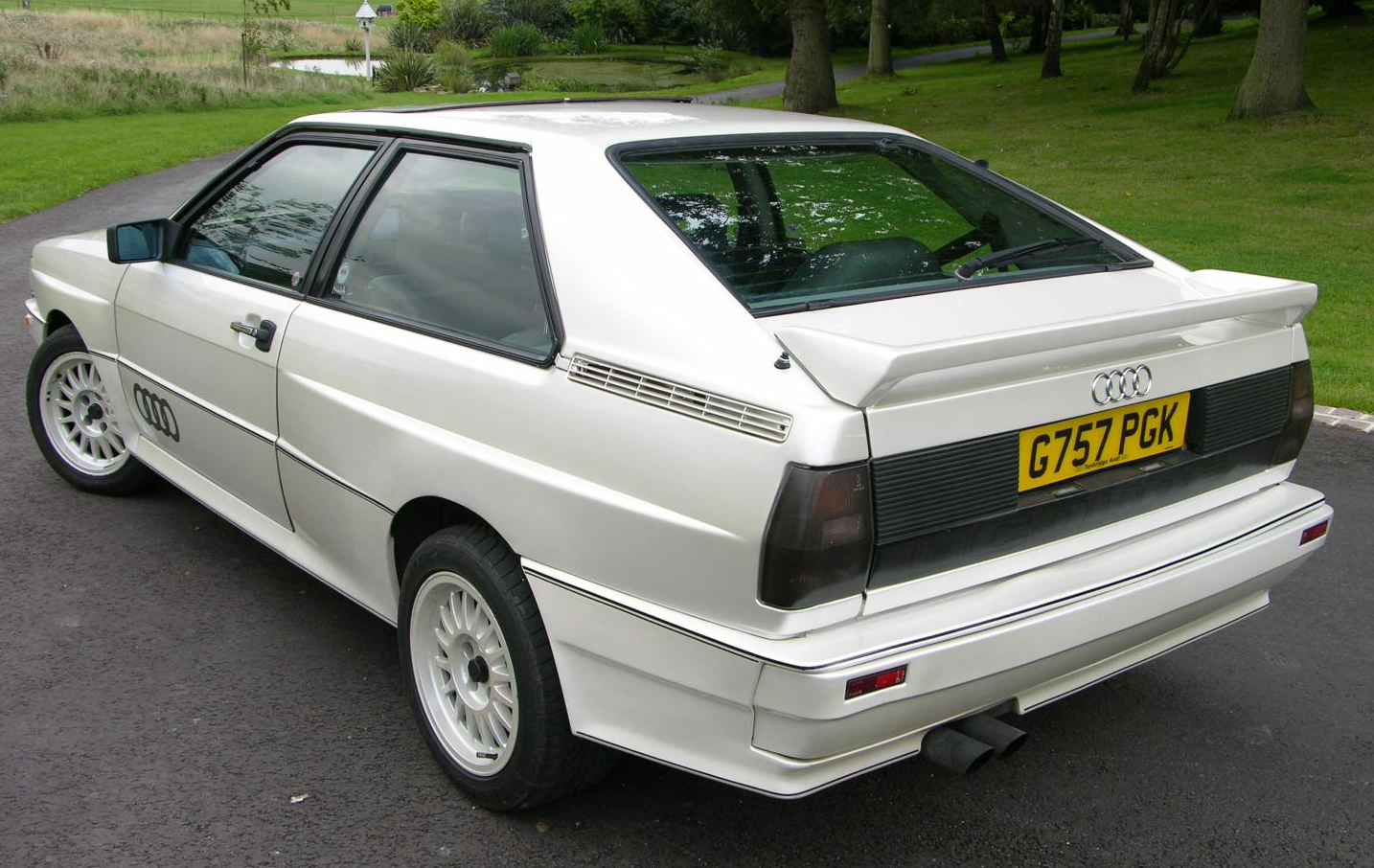
Zadek vozu

Audi začalo vyrábět model Quattro pro evropský trh koncem roku 1980, čímž se stalo prvním automobilem Audi s permanentním pohonem všech kol Quattro a zároveň prvním automobilem Audi s tímto pohonem a přeplňovaným motorem.A zároveň průkopníkem s pohonem 4x4 a turbomotorem v rally.
Původní motor byl řadový pětiválec s 10 ventily, rozvodem SOHC a objemu 2,1 litru. Byl přeplňovaný turbodmychadlem s mezichladičem. Jeho výkon byl 147 kW/200 koní a točivý moment 285 Nm při 3500 otáčkách za minutu. Zrychlení z 0 na 100 km/h zvládalo za 7,1 sekundy a dosahovalo maximální rychlosti více než 220 km/h.
Tento motor byl později modifikován na zdvihový objem 2,2 litru (2226 cm³), ale stále poskytoval výkon 147 kW/200 koní a jeho točivý moment se snížil. V roce 1989 dostal změnu rozvodu na DOHC a jeho výkon se tak zvýšil na 162 kW/220 koní. Jeho maximální rychlost vzrostla na 230 km/h.
Celkem se v letech 1980–1991 vyrobilo 11 452 automobilů Audi Quattro, a i přes jedenáctiletou produkci nebyla na exteriéru provedena žádná větší designová změna.
Zadní odpružení bylo i s geometrií změněno, přičemž byl odstraněn zadní stabilizátor kvůli redukování přetáčivosti. Facelift z roku 1984 zahrnoval změnu rozměrů disků kol z 6x15 "na 8x15" s pneumatikami rozměrů 215/50 R15. V té době bylo rovněž upraveno pružení s tvrdšími pružinami, které snížilo automobil o 20 mm a zlepšilo řízení. Pro rok 1987 dostalo Quattro středový diferenciál Torsen, který nahradil manuální středovou uzávěrku diferenciálu.

## Závodní typy

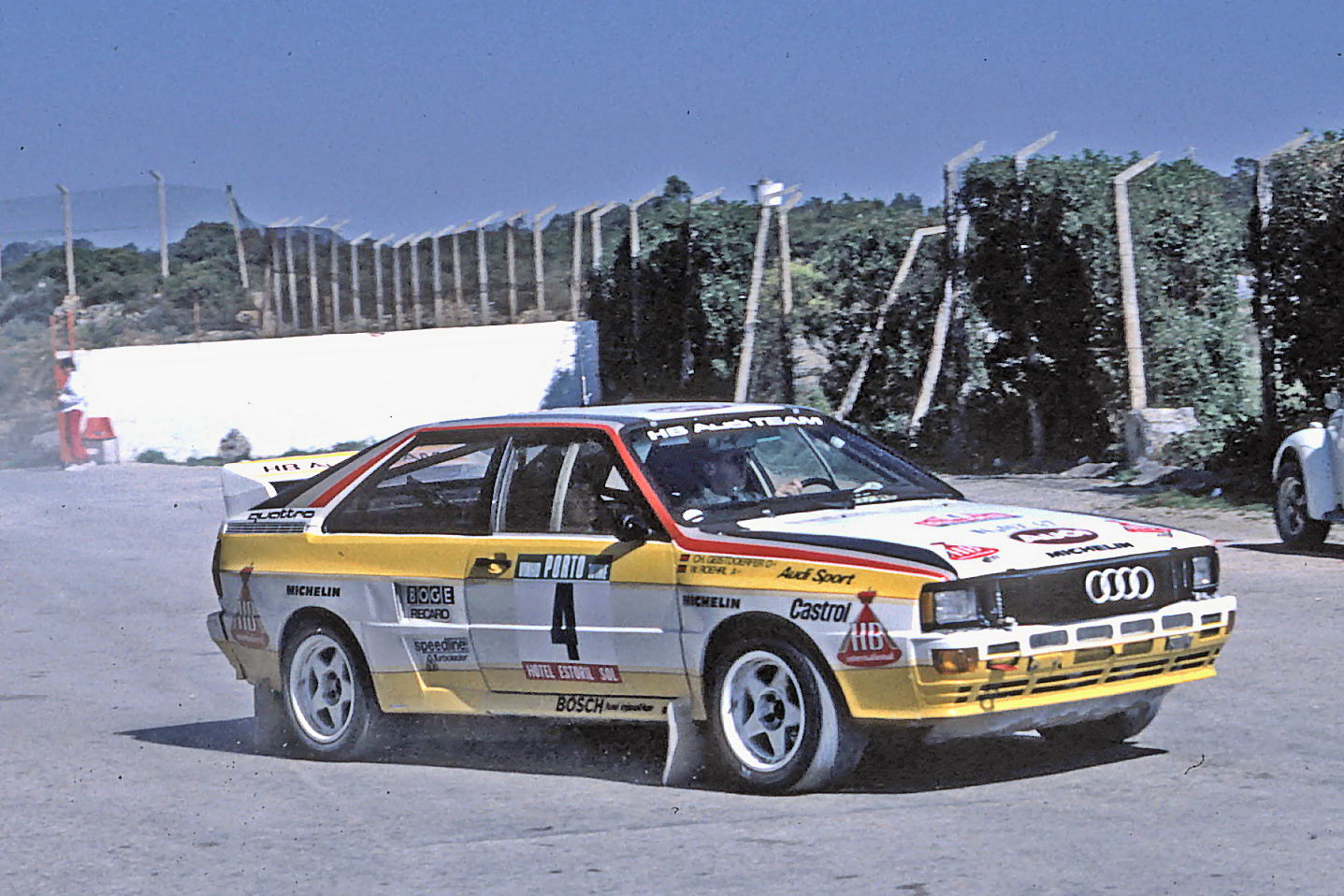
Walter Röhrl s Audi Quattro A2 během Rally Portugalsko 1984

### Typ A1 a A2
Audi Quattro se soutěží účastnilo poprvé v roce 1980 a hned v první soutěži – Jänner rallye 1980 zvítězilo. V týmu Audi tehdy jezdili Michele Mouton (jediná žena, která dodnes zvítězila v rallye), Hannu Mikkola a Stig Blomquist. Právě Hannu Mikkola předvedl potenciál Quattra již na Algarve rally. Zde jel jako předjezdec a dosáhl o půl hodiny lepšího času než vítěz soutěže. V Mistrovství světa v rallye 1982 vybojovalo Audi pohár konstruktérů. Tento typ používal masku se čtyřmi světlomety pouze na začátku sezony, kvůli intercooleru a chlazení později dostal typickou prohnutou masku a světla dvě. Tento typ dosahoval výkonu 300 koní a vážil 1150 kg. V rámci modernizace na typ A2 byl vůz odlehčen na 960 kg. Výkon by upraven na 370 koní a v dalším roce byl vůz opět odlehčen o 150 kg použitím kevlarových a hliníkových dílů karoserie. Typ A1 bylo první Audi Quattro do skupiny B homologované 1.1.1983 a poprvé startovalo na RMC 22.1.1983. Oproti předchozímu typu Quattro sk. A 4,které bylo poprvé ostře nasazeno 9.1.1981 dostalo rozšířené blatníky, přední a zadní kapotu z kompozitu. Několik změn doznal i motor, převody i podvozek. Na Korsice 5.5.1983 se objevil typ A2 s dalším vylepšením oproti A1. Kompozit byl použit na všech viditelných dílech karoserie, změny na motoru, převodovce a podvozku přinesly snížení váhy pro asfaltové rally na 960 kg. Dá se od typu A1 rozpoznat podle dvou náfuků v zadních blatnících, spodní pro brzdy a přibyly horní pro chlazení zadního diferenciálu. Udávaný výkon, jako u všech závodních Audi Quattro se udává od 360 koní výše...
Oba typy jsme mohli vidět v ČR v rukách Pavlíka, Demutha a Cinotta.

### Typ Sport Quattro S1

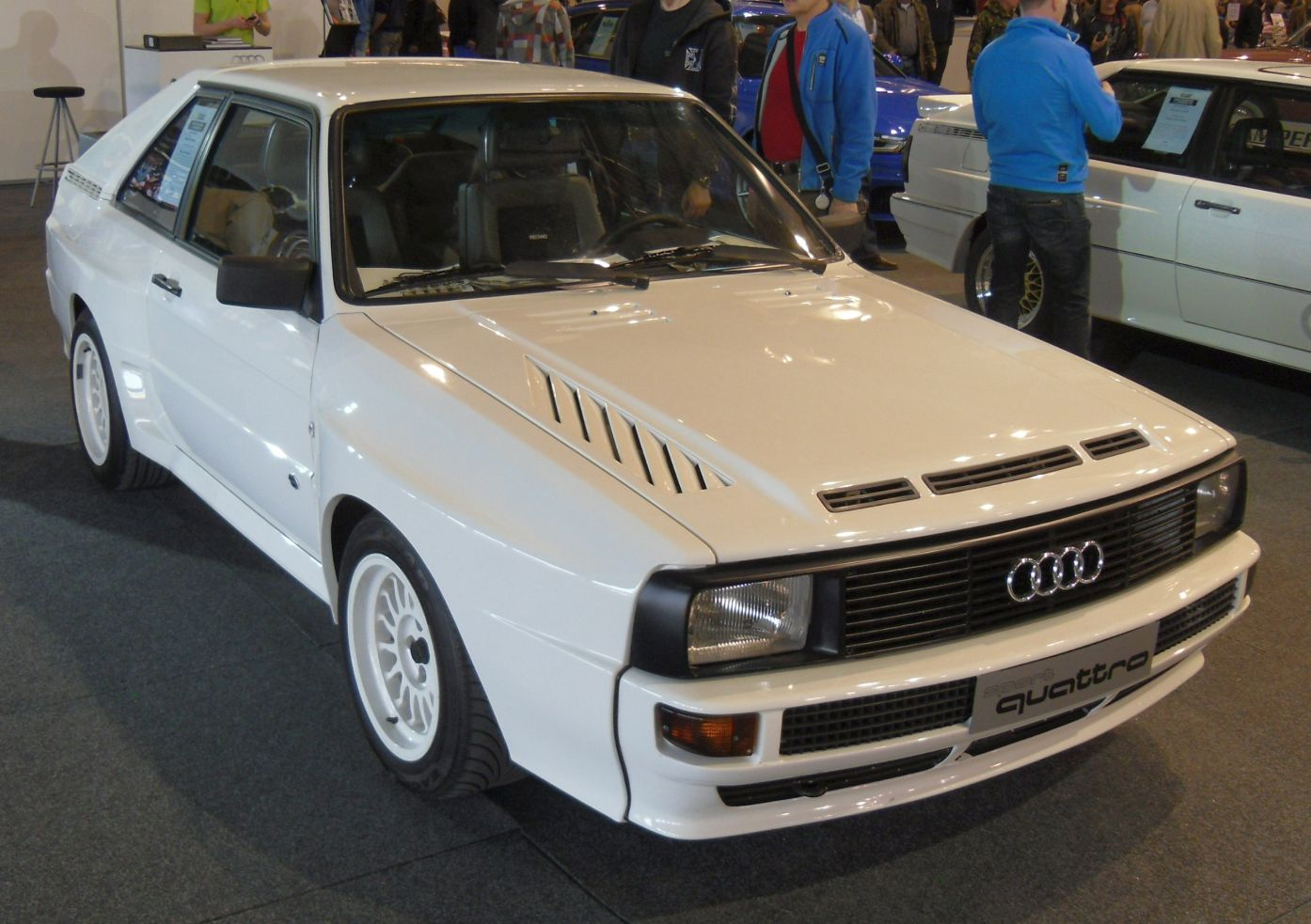
Audi Sport quattro (1984–1985)

Tento typ byl vyroben podle předpisů skupiny B v sezoně mistrovství světa v rallye 1984. Oproti klasickému quattru byl zkrácen, odlehčen a byl zvýšen výkon. Původně měl motor výkon 350 až 400 koní. V roce 1984 Audi dostalo čtyřventilovou technologii, větší turbodmychadlo a zvětšeno bylo i sání vzduchu. Výkon se tak zvýšil na 450 až 550 koní. Nevýhodou Audi byl ale motor umístěný vpředu. To však vyhovovalo Stigu Blomquistovi, který preferoval jízdu smykem. Právě v tomto roce dokázalo Audi zvítězit v poháru konstruktérů a i v šampionátu jezdců.
Pětiválec měl objem 2110 cm³ přeplňovaný hybridním turbodmychadlem KKK 27/29. Ten dosahoval výkonu 330 kW, což bylo asi 450 koní. převodovka byla pětistupňová a šestistupňová.
Kola byla nezávisle zavěšena na příčných ramenech. Pérování vinutými pružinami s teleskopickými tlumiči. Oproti předchůdci měl tento typ pouze jeden pár světlometů.

### Typ Sport Quattro S1 E2

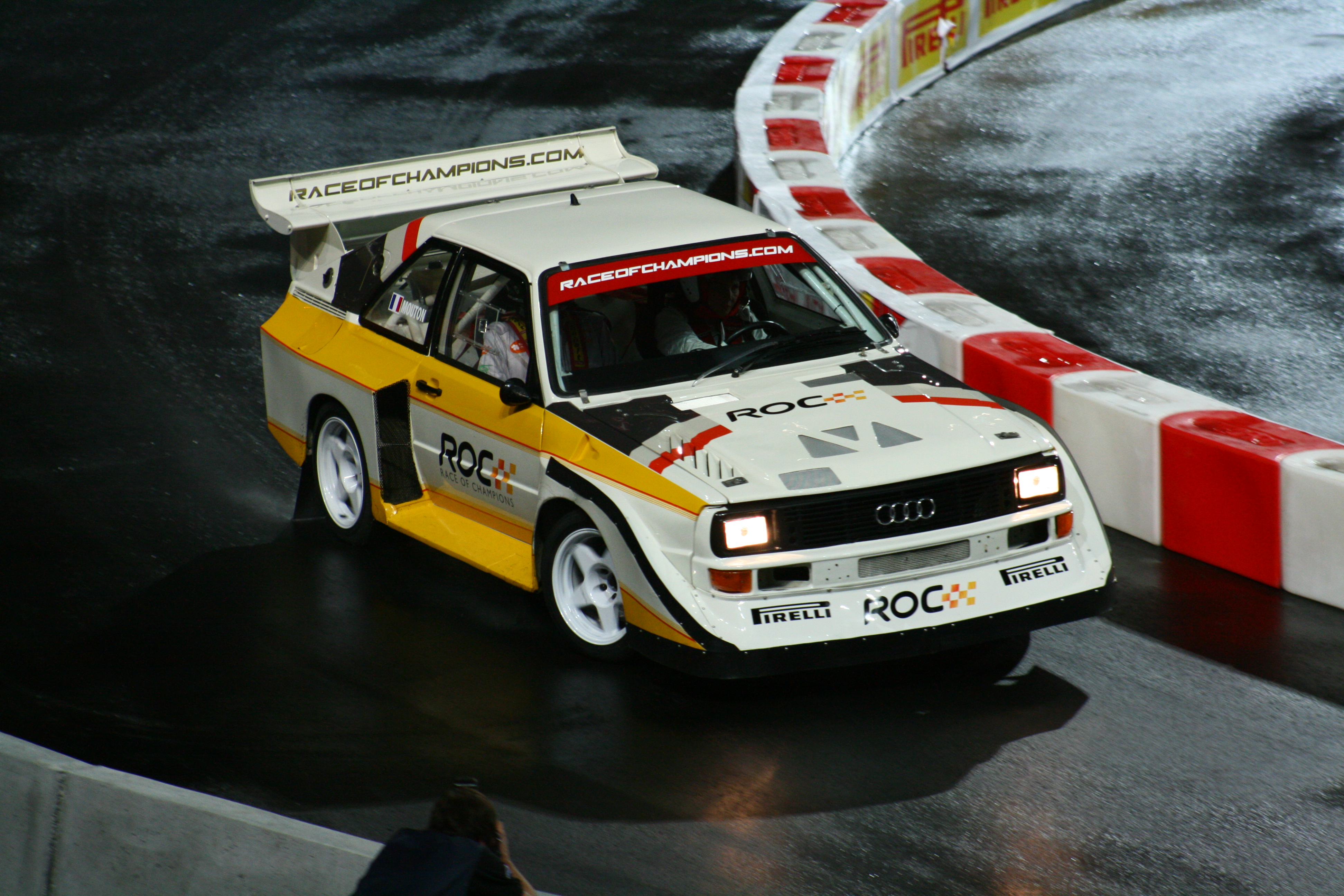
Audi Quattro S1

Objevil se v roce 1985 jako evoluce svého předchůdce, ale závodilo jen jednu sezonu. Během ní zvítězilo pouze při Rallye San Remo 1985. Celá karoserie byla vyrobena z plastických materiálů a byla opatřena mnoha aerodynamickými prvky. Testovací jízdy probíhaly v tehdejším Československu. V roce 1987 zvítězil Walter Röhrl v obtížném závodě Pikes Peak, kde dosáhl rekordního času.
Automobil poháněl pětiválec o objemu 2110 cm³ přeplňovaný hybridním turbodmychadlem KKK 27/29. Ten dosahoval výkonu 330 kW, což bylo asi 450 koní. Pomocí přepínače v kabině mohl být výkon zvýšen až na 600 koní a krátkodobě až na 1000 koní. U celého automobilu bylo zaměření na úspory hmotnosti. Proto byla například jako u předchozích typů sk.B všechna okna vyrobena z plastů.Pro lepší rozložení hmotnosti se vodní chladič a například i alternátor přesunuly dozadu.

### Tajný prototyp (Sport Quattro S2)
V roce 1985 byl ve zkušebním areálu Agroteamu JZD Slušovice spatřen prototyp zkráceného Quattra, který měl motor uprostřed. Díky tomu měl být konkurenceschopnější proti vozům Peugeot 205 Turbo 16 a Lancia Delta S4. Kvůli zrušení skupiny B ale nebyl tento typ nikdy nasazen.

### Quattro RS 002

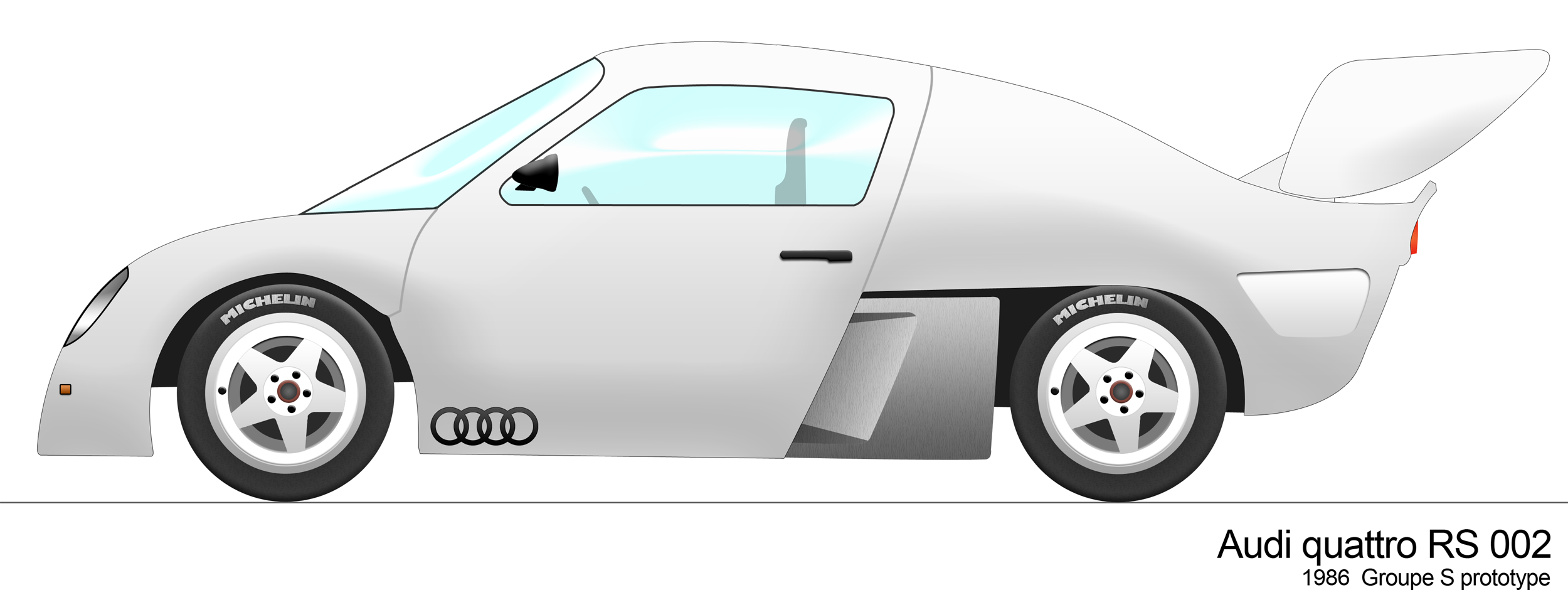
nákres prototypu RS 002

Tento prototyp byl určen pro skupinu S, která ale nebyla nikdy vypsána a tak vůz nikdy nezávodil. Vůz měl motor uprostřed a pohon všech kol. Řadový pětiválec dosahoval výkonu 690 koní. V současné době je prototyp vystaven v muzeu Audi v Ingolstadtu.

## Zajímavosti
Audi Quattro se objevilo ve hrách Colin Mcrae Rally 04, Colin Mcrae Rally 05, DiRT 3, DiRT Rally, DiRT 4, Rally Championship Xtreme, Forza Motorsport 2-7 a Forza Horizon 1-5